# Lothar Ahrendt
Lothar Ahrendt, né le 13 mars 1936 à Erfurt est un homme politique est-allemand. De 1989 à 1990, il est brièvement ministre de l'Intérieur au sein du gouvernement de la RDA.